# Alsodes
Alsodes is een geslacht van kikkers uit de familie Alsodidae. De groep werd voor het eerst wetenschappelijk beschreven door Thomas Bell in 1843. Later werd de wetenschappelijke naam Hammatodactylus gebruikt. De groep werd lange tijd tot de familie Cycloramphidae gerekend.
Er zijn 19 soorten die voorkomen in delen van Zuid-Amerika en leven in de landen Argentinië en Chili. Regelmatig worden nieuwe soorten ontdekt, zoals de in 2015 beschreven Alsodes cantillanensis.

## Soorten
Geslacht Alsodes
- Soort Alsodes australis Formas, Úbeda, Cuevas & Nuñez, 1997
- Soort Alsodes barrioi Veloso, Diaz, Iturra-Constant & Penna, 1981
- Soort Alsodes cantillanensis Charrier, Correa-Quezada, Castro & Méndez-Torres, 2015
- Soort Alsodes coppingeri (Günther, 1881)
- Soort Alsodes gargola Gallardo, 1970
- Soort Alsodes hugoi Cuevas & Formas, 2001
- Soort Alsodes igneus Cuevas & Formas, 2005
- Soort Alsodes kaweshkari Formas, Cuevas & Nuñez, 1998
- Soort Alsodes montanus (Lataste, 1902)
- Soort Alsodes monticola Bell, 1843
- Soort Alsodes neuquensis Cei, 1976
- Soort Alsodes nodosus (Duméril & Bibron, 1841)
- Soort Alsodes norae Cuevas, 2008
- Soort Alsodes pehuenche Cei, 1976
- Soort Alsodes tumultuosus Veloso, Iturra-Constant & Galleguillos-G., 1979
- Soort Alsodes valdiviensis Formas, Cuevas & Brieva, 2002
- Soort Alsodes vanzolinii (Donoso-Barros, 1974)
- Soort Alsodes verrucosus (Philippi, 1902)
- Soort Alsodes vittatus (Philippi, 1902)

Alsodes · 
Eupsophus · 
Limnomedusa